# فاتشيه زيا
فاتشيه زيا (بالألبانية: Vaçe Zela‏) (7 أبريل 1939 - 6 فبراير 2014) مغنية ألبانية. بدأت فاتشيه زيا مسيرتها الفنية في عمر صغير وأصبحت أول فائز في مهرجان الأغنية الألبانية في عام 1962. حازت زيا على جائزة المهرجان 11 مرة مما أكسبها شهرة واسعة في الحقبة الاشتراكية. حازت زيا على جائزة الفنان الألباني التقديرية في 1973 وجائزة فنان الشعب في ألبانيا في 1977. وفي ديسمبر/كانون الثاني 2002 منح الرئيس الألباني ألفريد مويسيو الفنانة فاتشيه زيا «وسام الدولة». قضت زيا الفترة التي سبقت وفاتها في 2014 في سويسرا.

## الظهور الأول
كان مدرسوا زيا في المدرسة الثانوية هم أول من اكتشفوا مواهبها. تمتعت زيا بواهب عدة في مجالات الموسيقى، والرسم، والمسرح. بدأت زيا الغناء في عمر العاشرة، وكانت الأغاني الفلكلورية من منطقة (ميزاتشيه) هي أول ما غنت. عادة ما كانت زيا تغني عفويًا في منتزهات مدينتها(لوشنيه) وكان صوتها يجذب المارة. وبدأت بعد ذلك بقليل في المشاركة في حفلات صغيرة نظمتها المدينة على الرغم من عدم تشجيع والديها على السير في هذا الدرب في الحياة. ذهبت زيا إلى مدينة (تيرانا) للتنافس من أجل الدراسة في مدرسة فنون رفيعة المستوى، ولكنها لم تُقبل، ولذلك درست في مدرسة كمال ستافا الثانوية وهناك بدأت تعلم العزف على الجيتار.

## روابط خارجية
- فاتشيه زيا على موقع IMDb (الإنجليزية)
- فاتشيه زيا على موقع ميوزك برينز (الإنجليزية)
- فاتشيه زيا على موقع ديسكوغز (الإنجليزية)